# ویلیام ناسو لیس
ویلیام ناسو لیس (انگلیسی: William Nassau Lees; ۲۶ فوریهٔ ۱۸۲۵ – ۹ مارس ۱۸۸۹) افسر ایرلندی ارتش بریتانیا در هند استعماری بود که به‌خاطر خاورشناس بودن هم او را می‌شناسند. او در سال ۱۸۷۲ به عضویت انجمن سلطنتی آسیایی بریتانیای کبیر و ایرلند درآمد.
ویلیام هوک مورلی پیش از مرگ نسخه‌ای از تاریخ بیهقی را آماده چاپ کرده بود که پس از مرگش به اهتمام کاپیتان ناسولیس در کلکته به چاپ رسید. از دیگر آثاری که با تلاش او به چاپ رسید می‌توان به تاریخ الخلفاء سیوطی. نوادر قلیوبی. قرآن با تفسیر، کشاف عن حقایق التنزیل زمخشری، فتوح الشام واقدی، فتوح الشام ازدی بصری، کشاف اصطلاحات الفنون تهانوی و نخبةالفکر فی مصطلح اهل الاثر از ابن حجر عسقلانی اشاره کرد.
او در ۹ مارس ۱۸۸۹ در ۶۴ سالگی در لندن درگذشت.